# Juan Godayol Colom
Juan Godayol Colom (Mataró, Barcelona, España, 4 de septiembre del 1943) es un sacerdote católico salesiano, prelado-obispo emérito de Ayaviri en Perú.

## Vida

### Primeros años
Estudió en el colegio San Antonio de Padua de Mataró. Realizó el noviciado en la Pía Sociedad de San Francisco de Sales en Arbós. Tras ello, se trasladó como misionero a Perú, donde estudió filosofía. Volvió a España a estudiar teología. El 13 de agosto de 1972 fue ordenado sacerdote, tras los cual, volvió a Perú. Fue profesor durante treinta años, en las escuelas de formación profesional para obreros, en las Escuelas Técnicas de Lima y de Arequipa.

### Episcopado
El 4 de diciembre de 1991 el papa Juan Pablo II lo nombró prelado-obispo de Ayaviri. Fue consagrado el 4 de enero de 1992 por Luigi Dossena. En 2004 presentó la renuncia al episcopado por problemas de salud. El 18 de febrero de 2006 le fue aceptada por el papa Benedicto XVI. Actualmente, trabaja con grupos de jóvenes en el Templo Expiatorio del Sagrado Corazón en Barcelona.